# Goryphus subtilis
Goryphus subtilis är en stekelart som först beskrevs av Szepligeti 1916.  Goryphus subtilis ingår i släktet Goryphus och familjen brokparasitsteklar. Inga underarter finns listade i Catalogue of Life.